# Хор (архитектура)
Вижте пояснителната страница за други значения на Хор.
Хор (на гръцки: χορός — хор, групов танц) е пространството пред главния престол в раннохристиянските храмове. Обикновено там се е намирал хора от църковни певци. По-късно, в западноевропейските страни, храм започва да се нарича цялата част пред олтара в дадено църковно здание, до апсида.
Първоначално олтарът се намира в апсидата или в централния кораб в африканските църкви. Във византийски времена е за предпочитане да се монтира на същото ниво като апсидата. Това заграждение на олтара се нарича хор, но този термин може да доведе до объркване със средновековната употреба, където често е еквивалент на шкаф.